# Ручний водяний насос

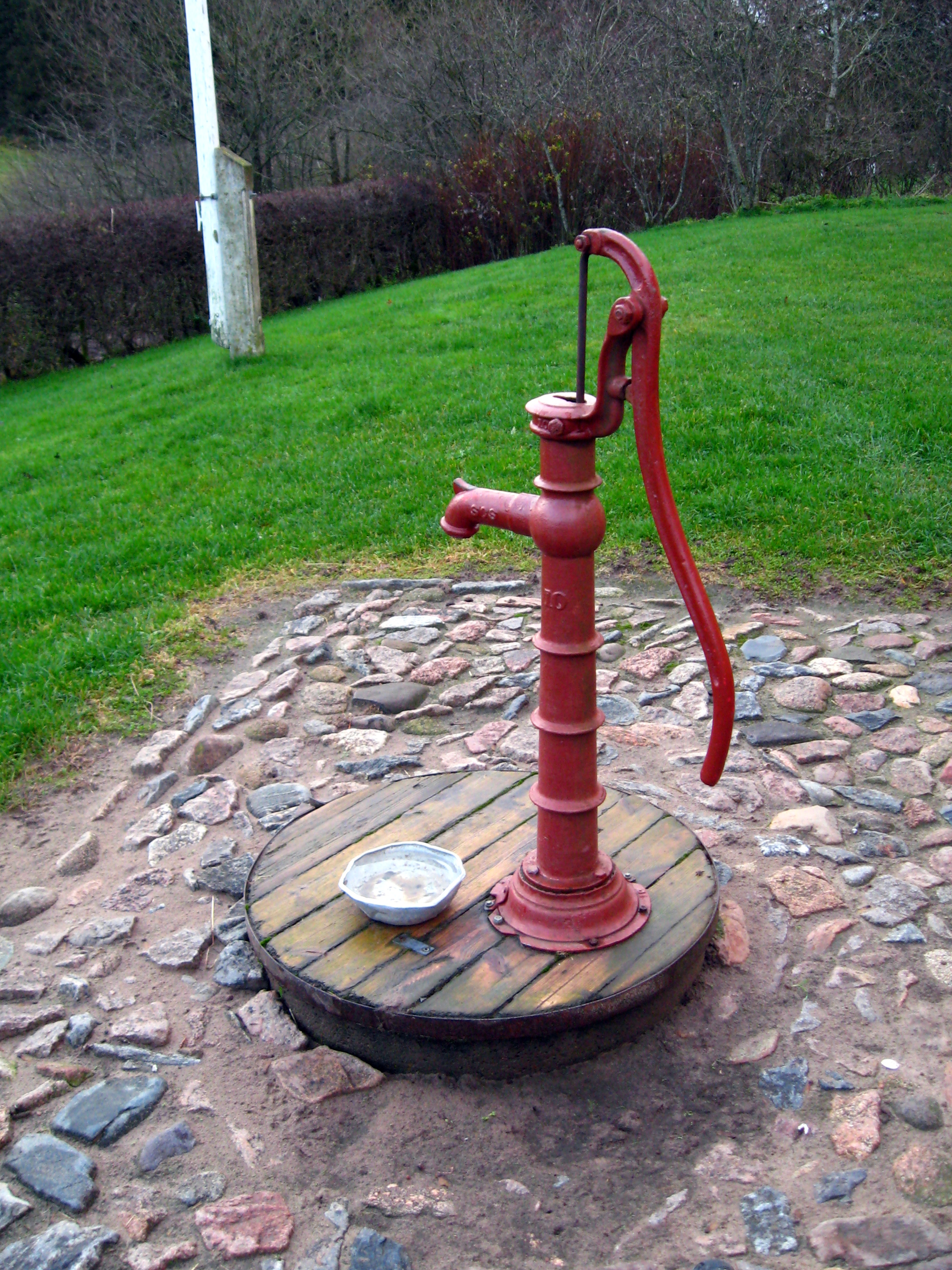
Ручний насос на колодязі

Поперечний розріз насоса і його будова

Анімація роботи всмоктувального ручного насоса. При ході поршня догори нижній клапан відкривається і вода засмоктується у верхню частину насоса. При ході поршня донизу відкривається клапан на поршні і вода опиняється над ним. При наступному ході поршня догори води виходить з верхньої частини насоса.

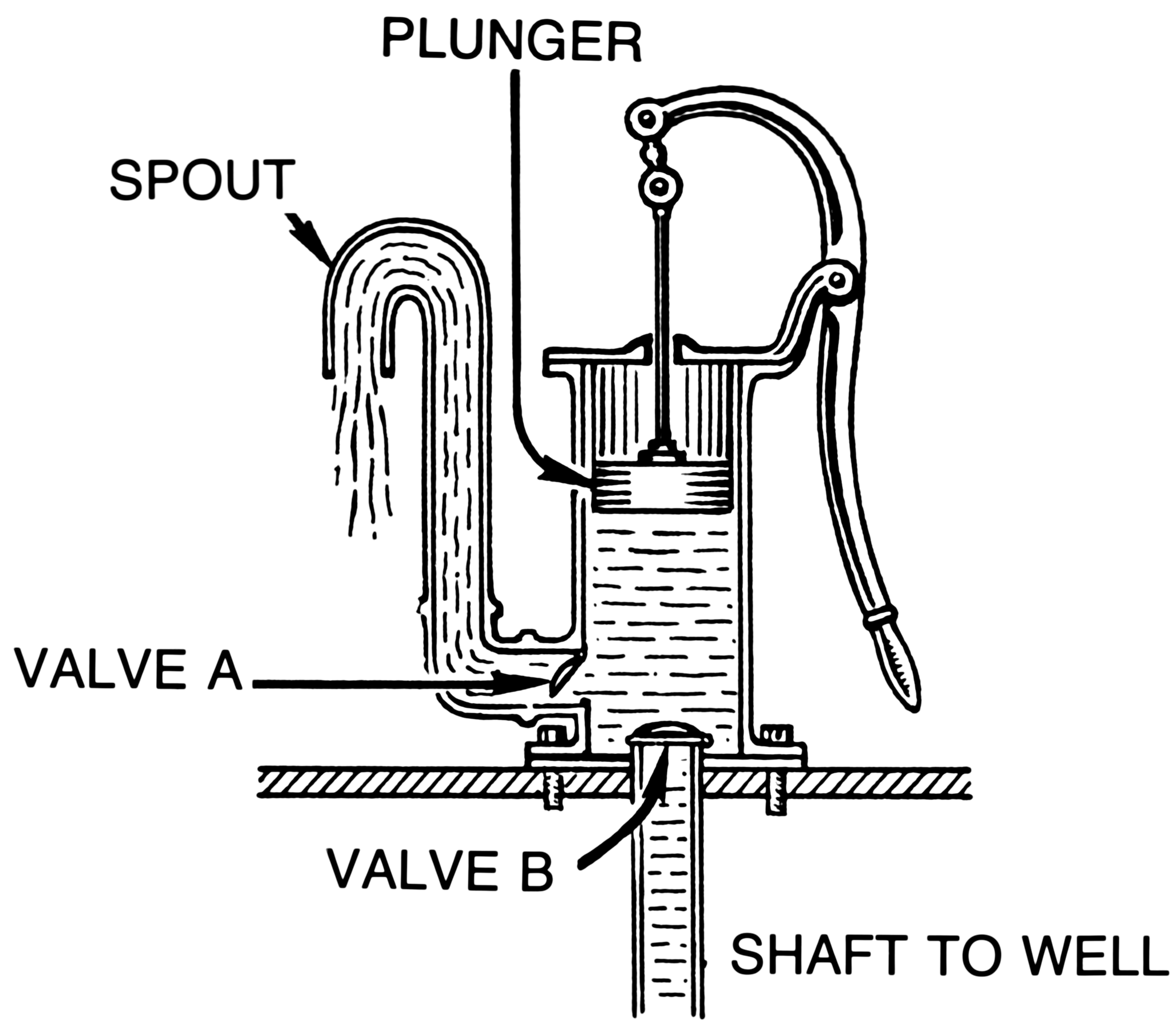
Нагнітальний насос

Ручний водяний насос — різновид насоса для перекачування води з використанням мускульної сили людини. Широко використовуються в різних країнах у морській справі, ірригації, промисловості і на дозвіллі. Існує кілька типів ручних водяних насосів, основними є поршневі, діафрагмові і ротаційні.
У малорозвинутих країнах ручні насоси використовуються для громадського водопостачання і встановлюються над свердловинами і криницями (трубчасті колодязі з насосами називають абіссінськими).

## Історія
Винахід поршневого насоса приписується Ктесібію Александрійському, що жив у III ст. до н. е. Робота над гідравлічним органом привела його до ідеї поршня, що міг бути використаний у різноманітних гідравлічних машинах, зокрема, насосах. Насосні системи описані Філоном Візантійським, якого вважають наступником Ктесібія, Вітрувієм (machina Ctesibica) і Героном Александрійським. У греків цей винахід не отримав поширення, але впроваджений у широкий ужиток римлянами (викачування води з виробок). Від тих часів збереглися два екземпляри насоса: один з копальні Сотіель Коронада в Каланьясі, Іспанія, другий — в Больсені, Італія. Дослідник Шелдон Шапіро в присвяченій питанню походження всмоктувального насоса статті Technology and Culture заявляє, що першим свідченням про нього є малюнок, опублікований італійським інженером Маріано Якопо Таккола в 1433 році. Ще більше малюнків цього типу насосів датуються 1475-80 роками, але він зазначає, що перше практичне використання насоса було в німецькій гірничій промисловості до 1527 року.
Ручний насос для води був колись найпоширенішим видом насоса. До поширення водопроводу він встановлювався над криницями. У деяких районах Британії такі насоси були відомі як «парафіяльні» (parish pumps). Хоча вони вже вийшли з широкого вжитку, вираз the parish pump зберігся і означає місце обговорення місцевих питань.
Оскільки вода водяного насоса береться безпосередньо з ґрунту, існує небезпека її зараження. Відомий приклад — спалах холери на Брод-стріт, що трапився в 1854 році. У той час механізм передачі холери був невідомий, але лікар Джон Сноу, запідозривши заражену воду, зняв руків'я з насоса, після чого спалах зійшов нанівець.
Зараз ручні насоси є дешевим рішенням для водопостачання в бідних водними ресурсами місцевостях, часто сільських районах малорозвинутих країн. Вони уможливлюють доступ до глибоких ґрунтових вод, що зазвичай бувають чистими, а також підвищують гігієнічність криниці, виключаючи використання недезинфікованих відер для підйому води. Такі насоси, як «афрідевський» (Afridev pump) розроблені дешевими у виготовленні й встановленні, простими в експлуатації. Проте, дефіцит запчастин для цих насосів в деяких регіонах Африки не дозволяє повною мірою використати їх переваги.

## Типи

### Всмотувально-піднімні
Всмоктування і підйом є ключовими поняттями в перекачуванні рідин. Всмоктування — відстань по вертикалі між рівнем рідини, яку потрібно закачати, і центром насоса, а підйом — вертикальна відстань між насосом і точкою необхідного підйому рідини. При русі догори штока поршень створює обсяг пониженого тиску, в результаті чого туди засмоктується вода знизу. При наступному русі донизу відкривається клапан у поршні, а нижній клапан, навпаки закривається, внаслідок чого вода надходить у простір над поршнем. При новому русі поршня догори вода підіймається ще вище до точки підйому. Глибина, з якої можливий підйом води ручним насосом, обмежена атмосферним тиском і становить менш ніж 7 м. Висота, на яку ручний насос підніматиме воду, визначається можливостями насоса й оператора піднімати вагу води у вихідній трубі. При однакових характеристиках вихідна труба меншого діаметру забезпечує більшу висоту підйому, ніж труба більшого діаметру.
Наприкінці XIX століття з'явився різновид насоса з малою висотою підйому і великою висотою нагнітання, він призначався для використання на кораблях (трюмна помпа на дрібних суднах) і будмайданчиках.

### Нагнітальні
У випадку, коли необхідно підняти воду на висоту, що перевищує висоту всмоктування (близько 7 м) чи забезпечити вихід води з напором (у пожежних насосів), використовуються нагнітальні насоси. Вони відрізняються від всмоктувальних тим, що в них вода після засмоктування через нижній клапан (у результаті підйому поршня) вона не проходить через поршень, а виходить через трубку збоку від головного циліндра. При ході поршня донизу вода з силою виштовхується назовні через бокову трубку.

### Всмоктувально-нагнітальні
Всмоктувально-нагнітальний насос має два циліндри з поршнями на спільному важелі, працюють з ним дві людини. Саме таку конструкцію мав насос Ктесібія Александрійського. Використовувався як пожежний насос, а також я трюмна помпа.

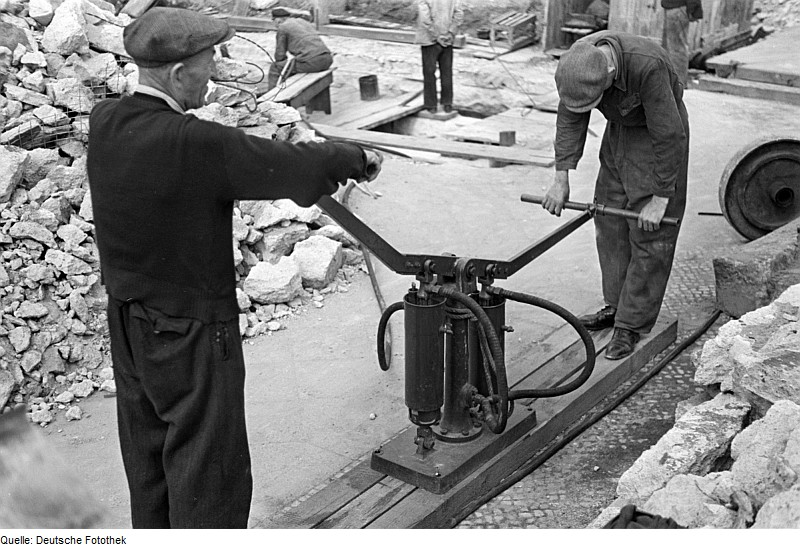
Всмоктувально-нагнітальний насос на відбудові Берліна.
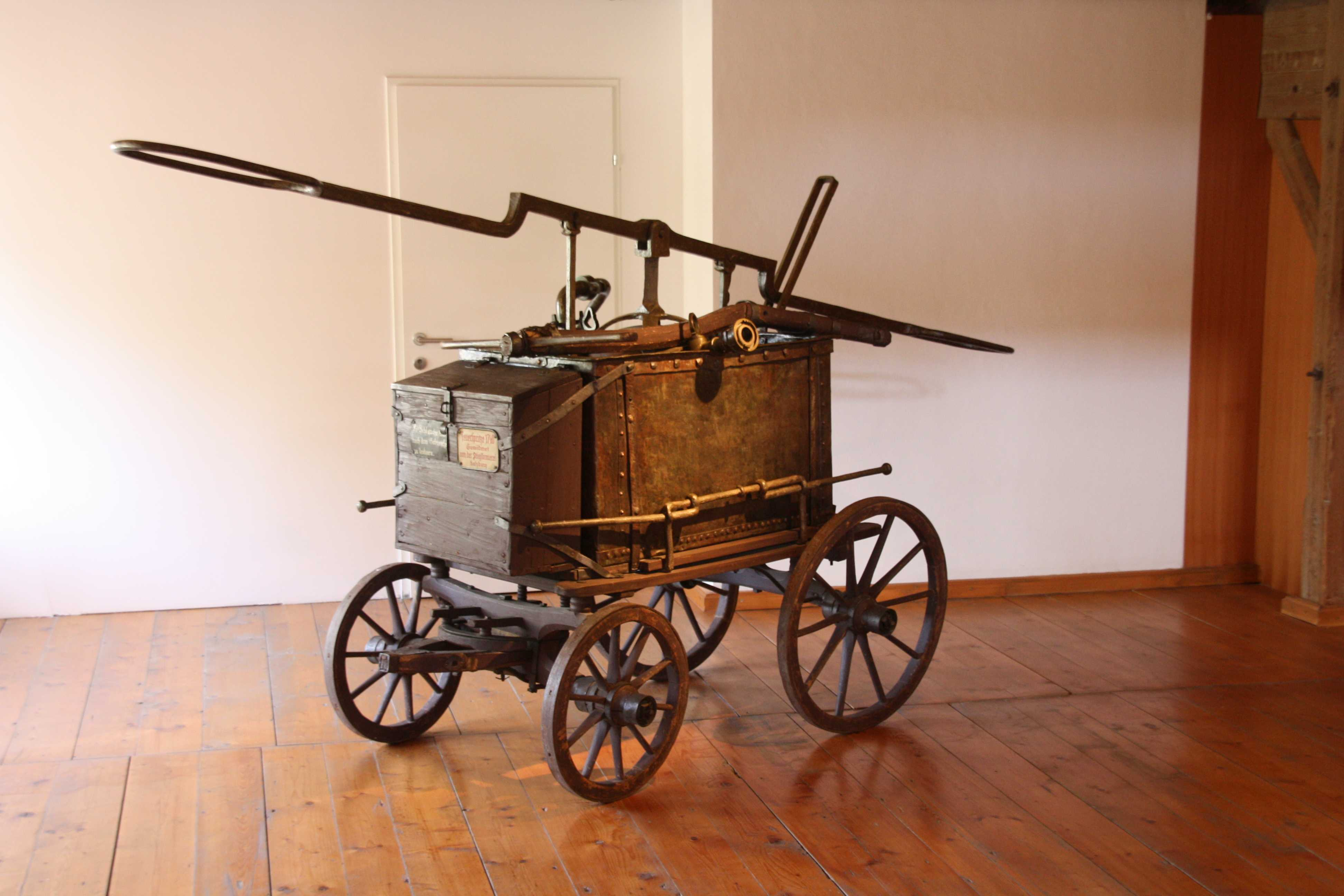
Пожежний насос, 1740, Музей Штіґльбрауерай, Зальцбург
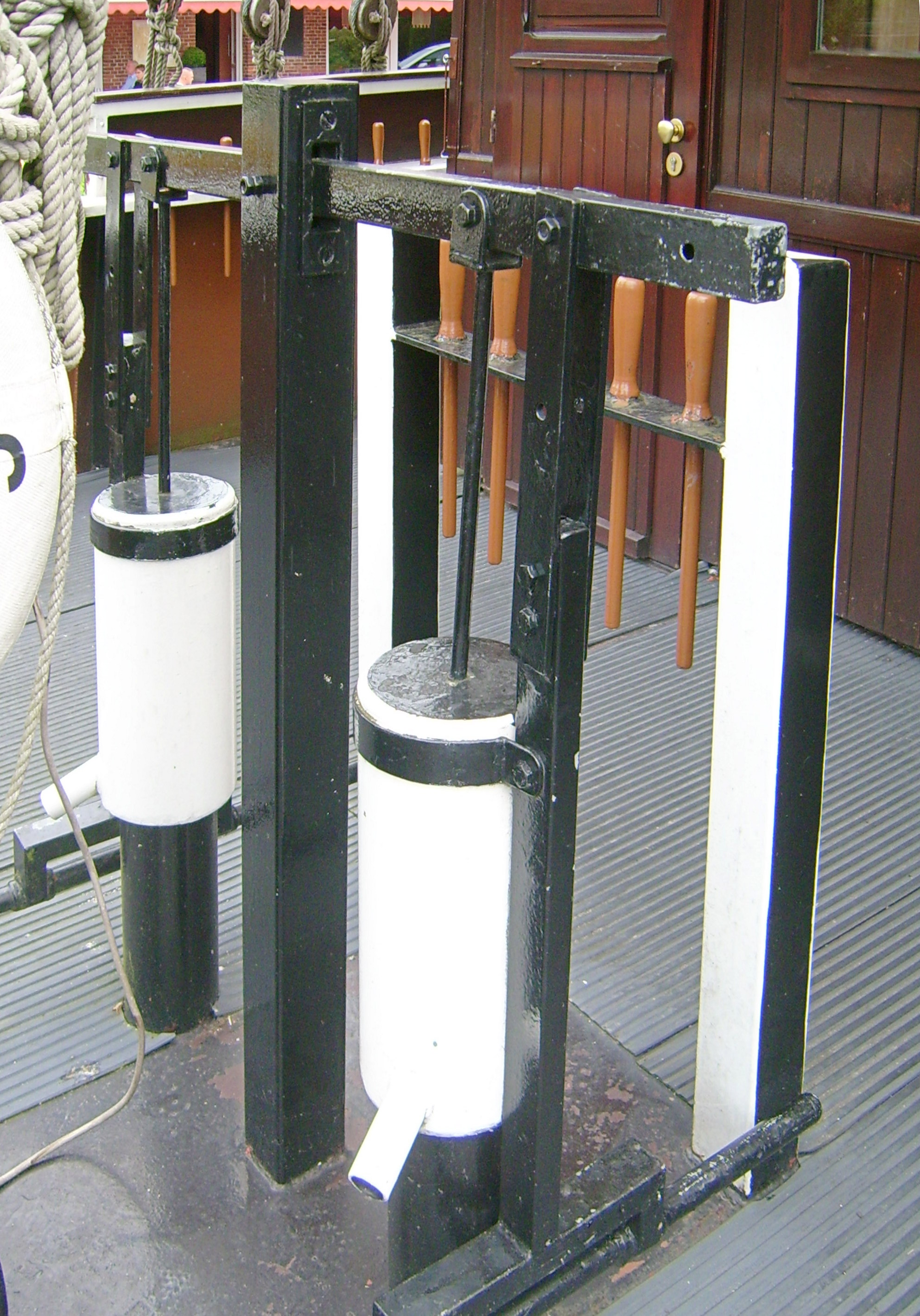
Трюмна помпа
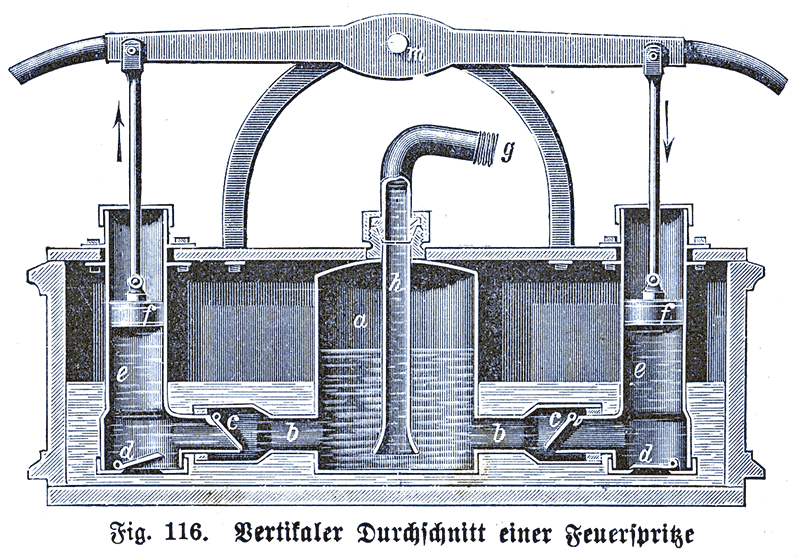
Схема пожежного всмоктувально-нагнітального насоса. Два поршні навперемінно переміщаються в циліндрах, у той час як один всмоктує воду з джерела, другий нагнітає її в камеру тиску і далі у випускну трубу. Подвійна система клапанів перешкоджає зворотному току води.

### Ланцюгові
Ланцюговий насос складається з нескінченного ланцюга, спорядженого рядом дисків, які занурюються у воду і підіймаються всередині труби, підіймаючи з собою і воду. У XVIII столітті використовувалися як трюмні помпи.

### Сифон
Сифон в найпростішому варіанті являє собою зігнуту трубу, одним кінцем занурену у воду, а другим — у посудину, куди її треба перелити. Посудина-приймач повинна розташовуватися на нижчому рівні.

### Прямої дії
Шток ручних насосів прямої дії приводиться в рух догори і вниз безпосередньо оператором без допоміжного важеля. Такі насоси прості в установленні і обслуговуванні, але обмежені в можливостях підйому води (до 15 м).

### Глибококолодязні
Глибококолодязні ручні насоси використовуються, коли треба підняти воду з глибини понад 15 м. Вага водяного стовпа надто велика, щоб підняти її прямо, тому такі насоси обладнуються додатковими механізмами, наприклад, важелями чи маховиками. Внаслідок більших навантажень глибококолодязні насоси повинні мати міцнішу конструкцію, тому їх обслуговування і ремонт складніші порівняно з іншими видами ручних насосів.
Теоретично ці насоси не мають обмежень на глибину підйому води. Вона обмежується на практиці фізичними можливостями людини і становить у середньому 80 м.

### Діафрагмові
Діафрагмові насоси мають перевагу в тім, що вони відносно легкі завдяки відсутності рухомих штоків, а також краще протистоять корозії. Недоліком є те, що вони потребують особливого розміру труб і високої якості гумових діафрагм. Заміна зношених діафрагм також може бути проблематичною в деяких районах.

### Кавітаційні
Кавітаційний насос — різновид об'ємного. Він складається з одинарного гвинтового ротора, вставленого в подвійний гвинтовий статор. Коли ротор повертається, порожнини в статорі переміщаються догори вздовж осі обертання. Такі насоси можуть мати ускладнені механізми передачі і тому бути складними для обслуговування та ремонту.

### Висота підйому
У таблиці нижче наведена максимальна висота підняття насосами різних типів:
| Тип                       | Висота          |
| ------------------------- | --------------- |
| Усмоктувальні             | 0–7 м           |
| Насоси низького підйому   | 0–15 м          |
| Насоси прямої дії         | 0–15 м          |
| Насоси середнього підйому | 0–25 м          |
| Насоси високого підйому   | 0–45 м і більше |

## Галерея

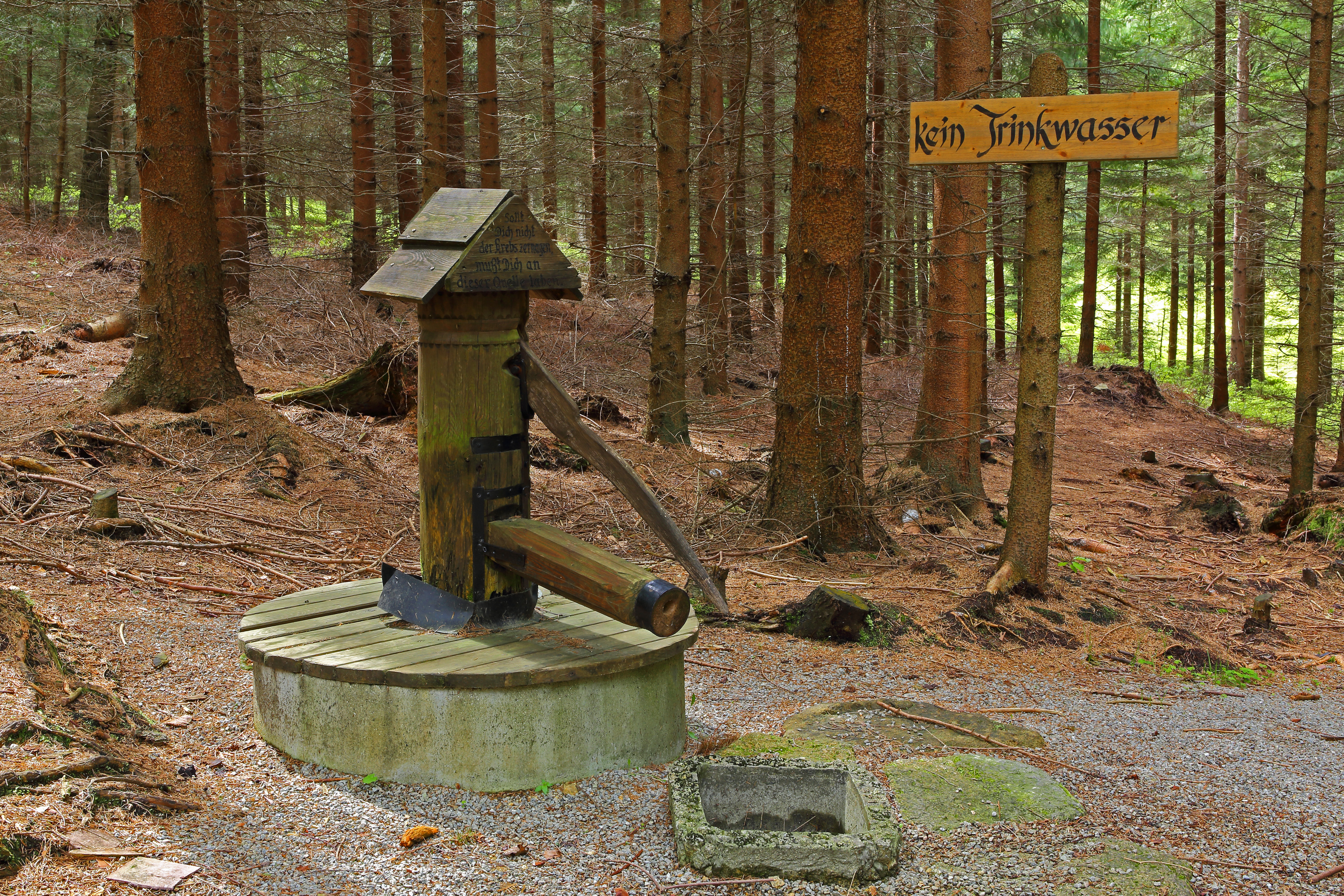
Дерев'яний насос. Австрія
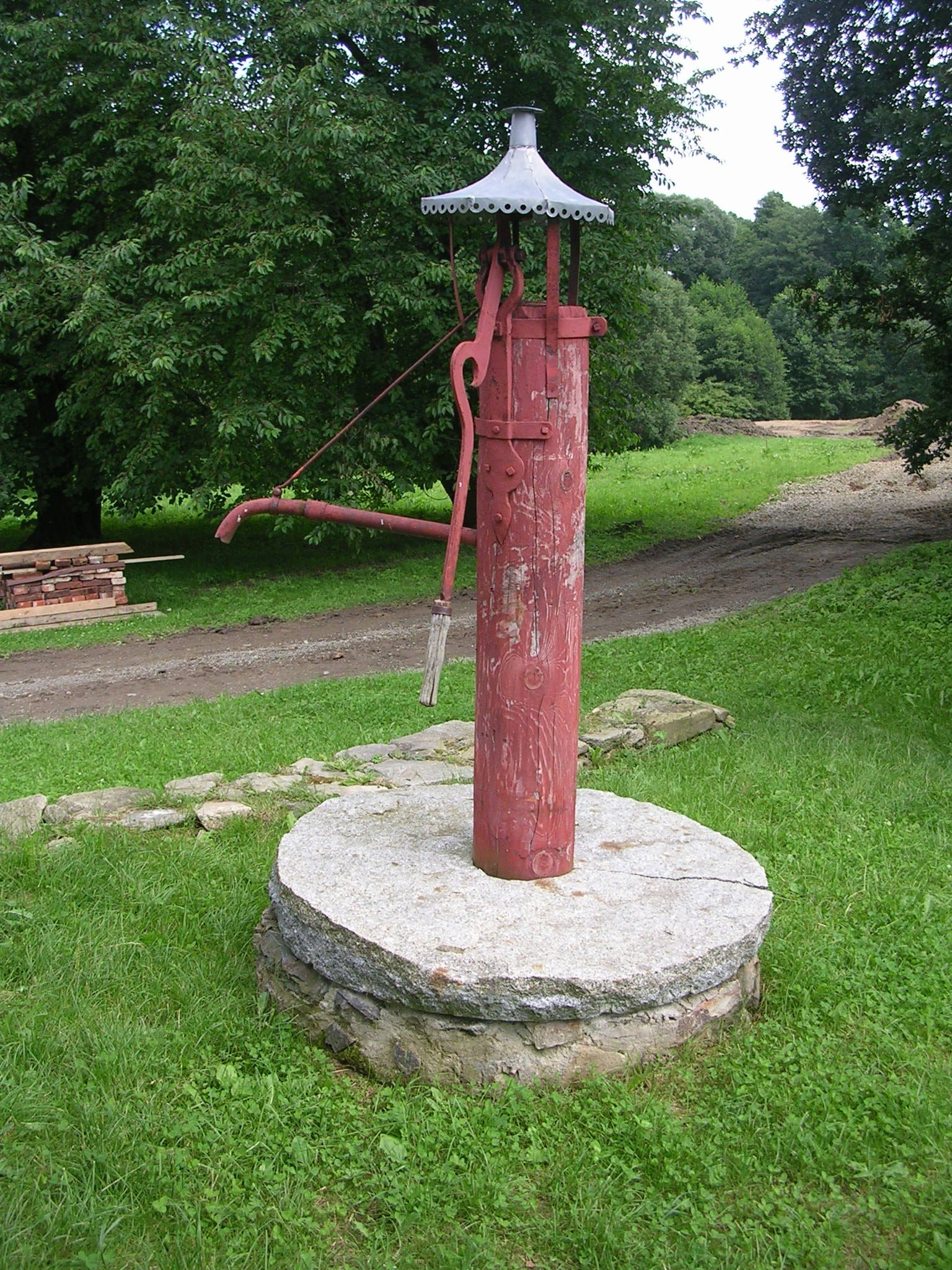
Дерев'яний насос. Скансен у селі Високий Хлумець, Чехія
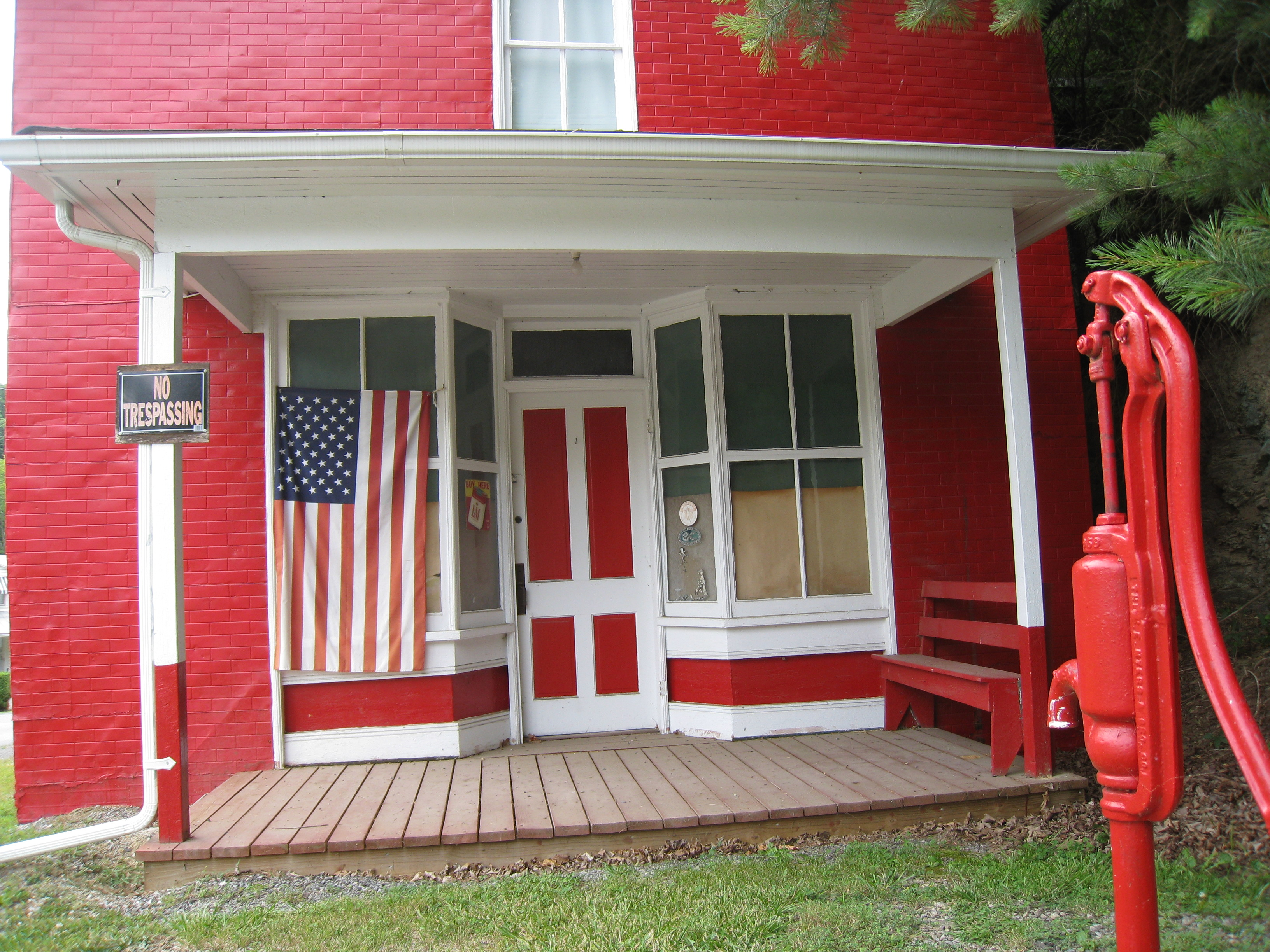
Насос перед сільською крамницею. Кейпон-Спрингс, Західна Вірджинія, США
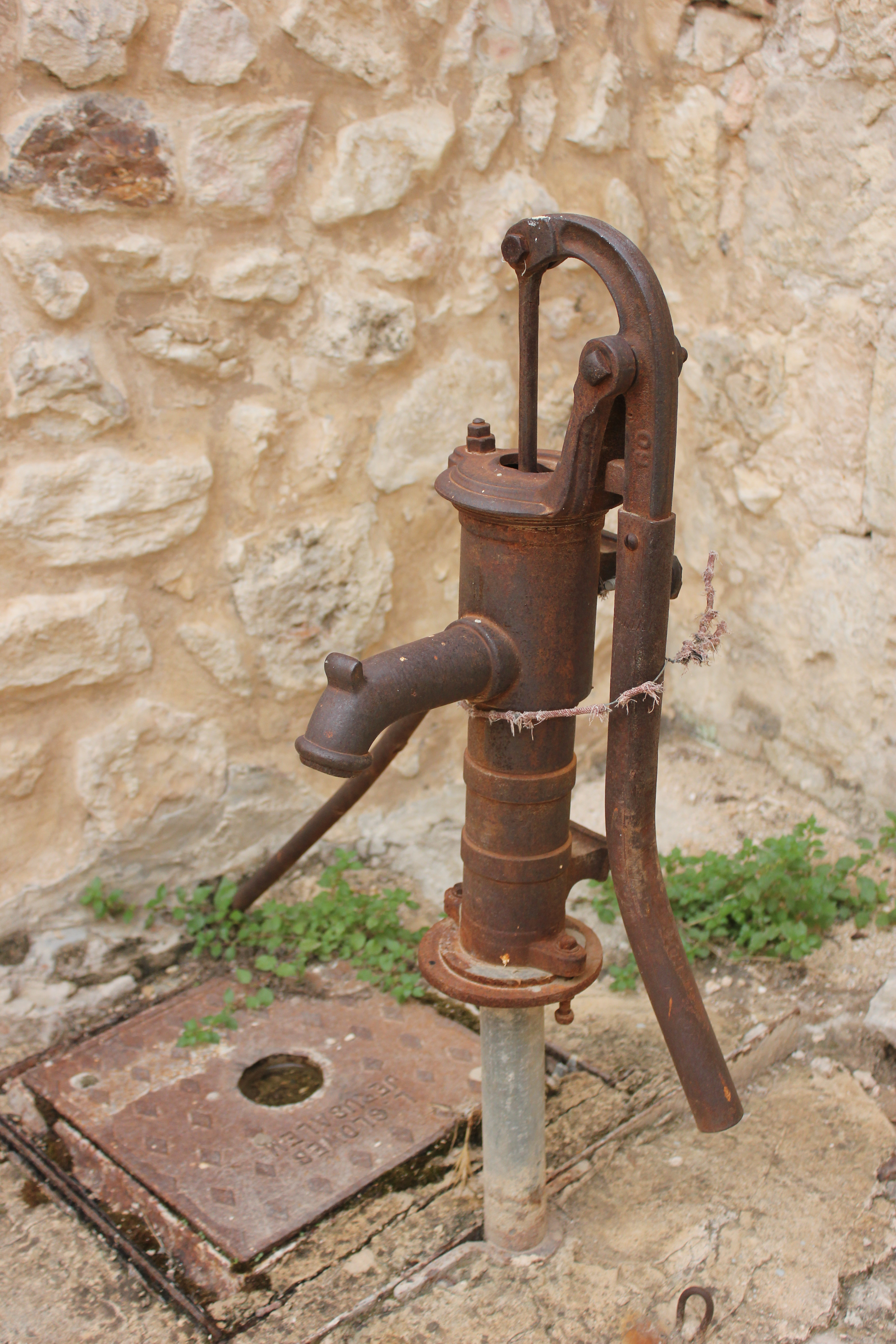
Ручний насос у вірменському кварталі Єрусалима.
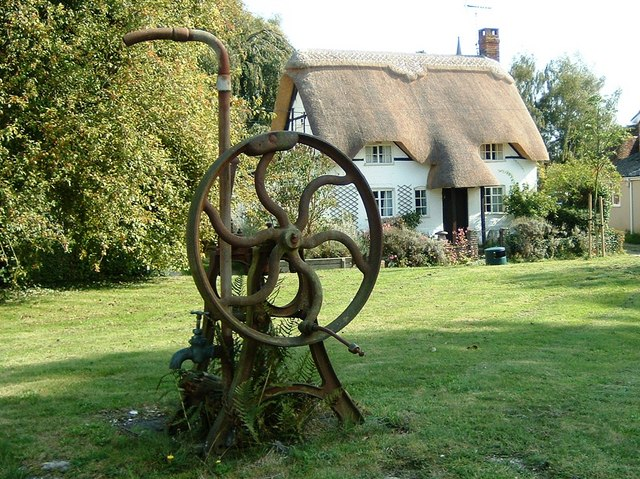
Насос з маховиком. Село Мартін, Гемпшир, Англія.
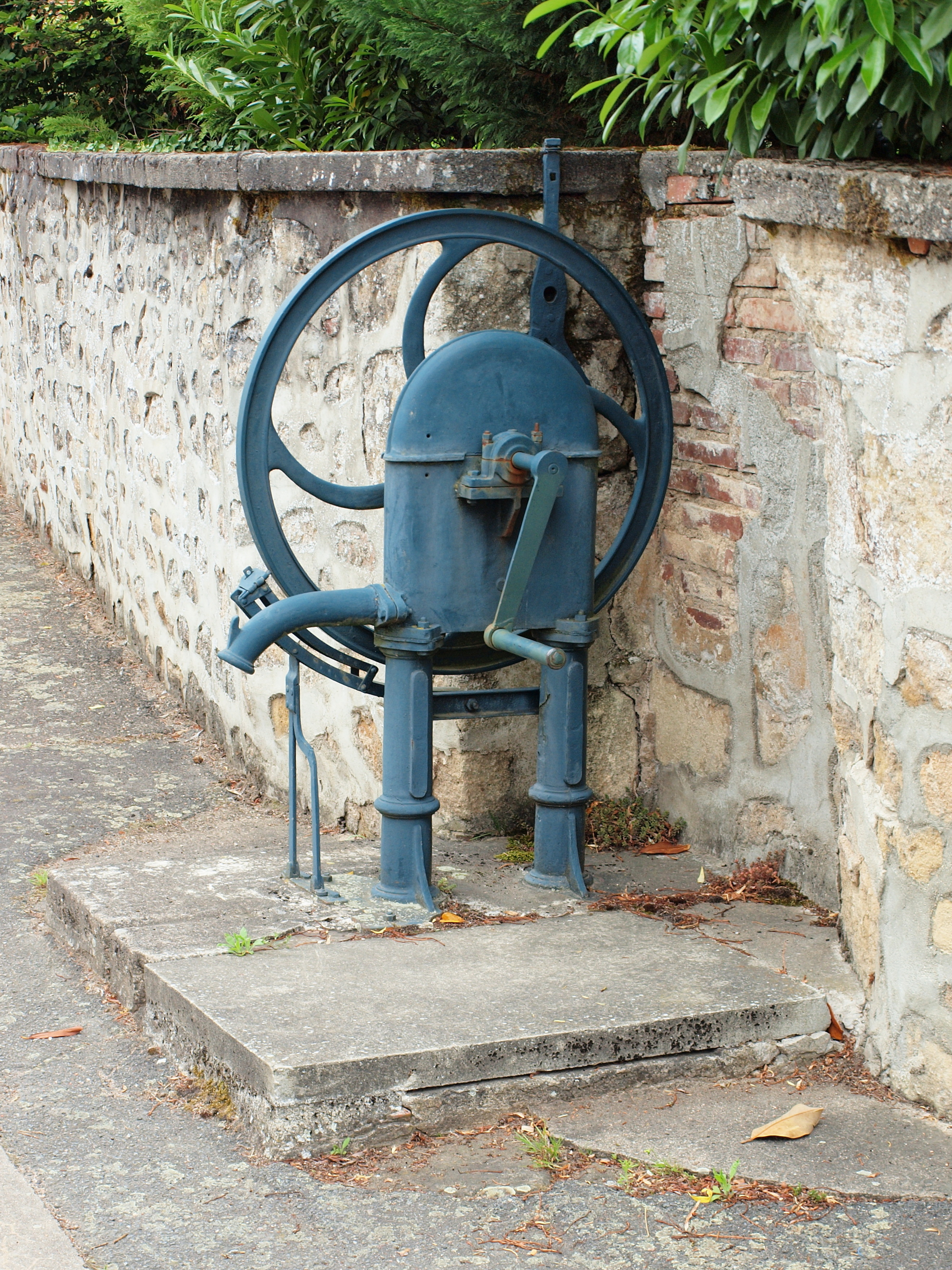
Насос з маховиком. В'єр, Франція
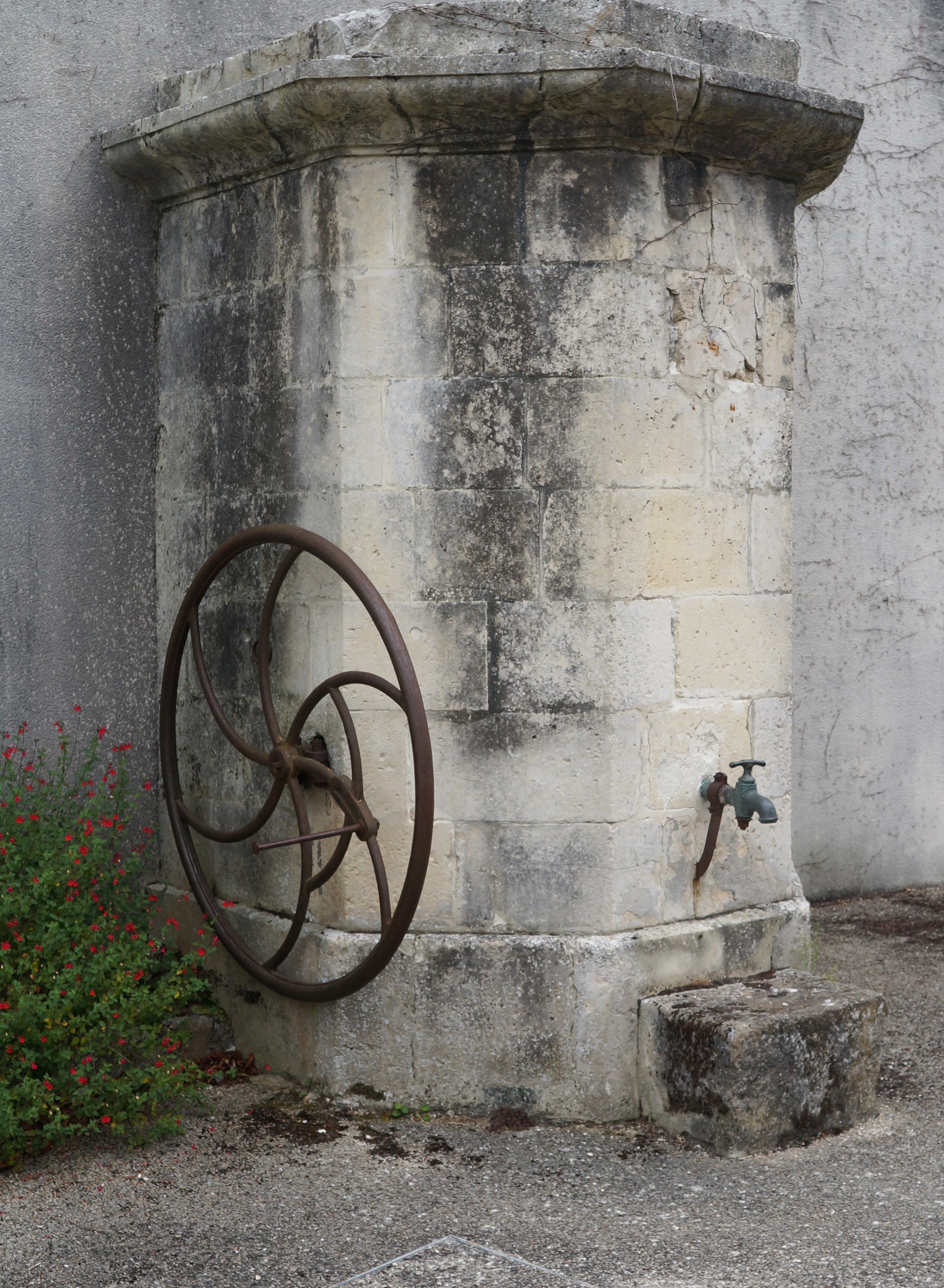
Насос з маховиком. Шайє-ле-Маре, Вандея, Франція.